# كومو فلور
كومو فلور (Como La Flor) هي أغنية من سيلينا. هذه الاغنية كانت في الثالثة واحدة ليتم الإفراج عنهممن انتري من طراز مى موندو (Entre A Mi Mundo) الألبوم. هذه الاغنية هي واحدة من أغنيات توقيع العديد من سيلينا. الأغنية كما رسمت # 1 على المخططات الأمريكية لوحة.

## خلفية
الأغنية تم إنشاؤها بواسطة سيلينا شقيق، ا. ب. كنتانيليا الثالث. وعضو سابق في «سيلينا لوس دينوس» ريكي فيلا. منذ ان صدر، سيلينا سراح العطور، والكتب، والبوم تحت اسم «كومو فلور».